# Lorenzo Soria
Lorenzo Soria (Buenos Aires, 27 novembre 1951 – Los Angeles, 7 agosto 2020) è stato un giornalista e dirigente d'azienda italiano, per tre volte presidente della Hollywood Foreign Press Association.

## Biografia
Nato in Argentina da genitori ebrei italiani trasferitisi durante la seconda guerra mondiale, Soria visse a Buenos Aires fino all'età di 11 anni, quando suo padre morì, e si trasferì con la famiglia a Milano.

### Esperienze giornalistiche
Soria dedicò la vita al giornalismo: nei primi anni, scriveva articoli su economia, tecnologia, politica e cinema, intervistando molti divi di Hollywood e scrivendo articoli su film e sui cambiamenti dell'industria cinematografica e televisiva. Nel 1982, Soria si trasferì a Los Angeles, diventando corrispondente per L'Espresso e, dal 1988, per La Stampa. Nel 1989, Soria divenne membro dell'Hollywood Foreign Press Association.

### Presidente dell'HFPA
Soria fu presidente dell'Hollywood Foreign Press Association per tre mandati: dal 2003 al 2005, dal 2015 al 2017 e infine dal 2019 fino alla morte. Durante la sua presidenza, prese accordi per organizzare eventi insieme a importanti festival cinematografici, come quello di Toronto e quello di Venezia, sostenendo anche giovani studenti di cinema venuti a formarsi a Los Angeles. Soria divenne il volto dell'HFPA, presentando gli annunci delle nomination ai Golden Globe e rafforzando il ruolo dell'Associazione da lui presieduta nel mondo della beneficenza.

### Morte
Soria è morto nella sua casa a Los Angeles il 7 agosto 2020, all'età di 68 anni, di tumore ai polmoni.